# Gerresheimer Waldfriedhof

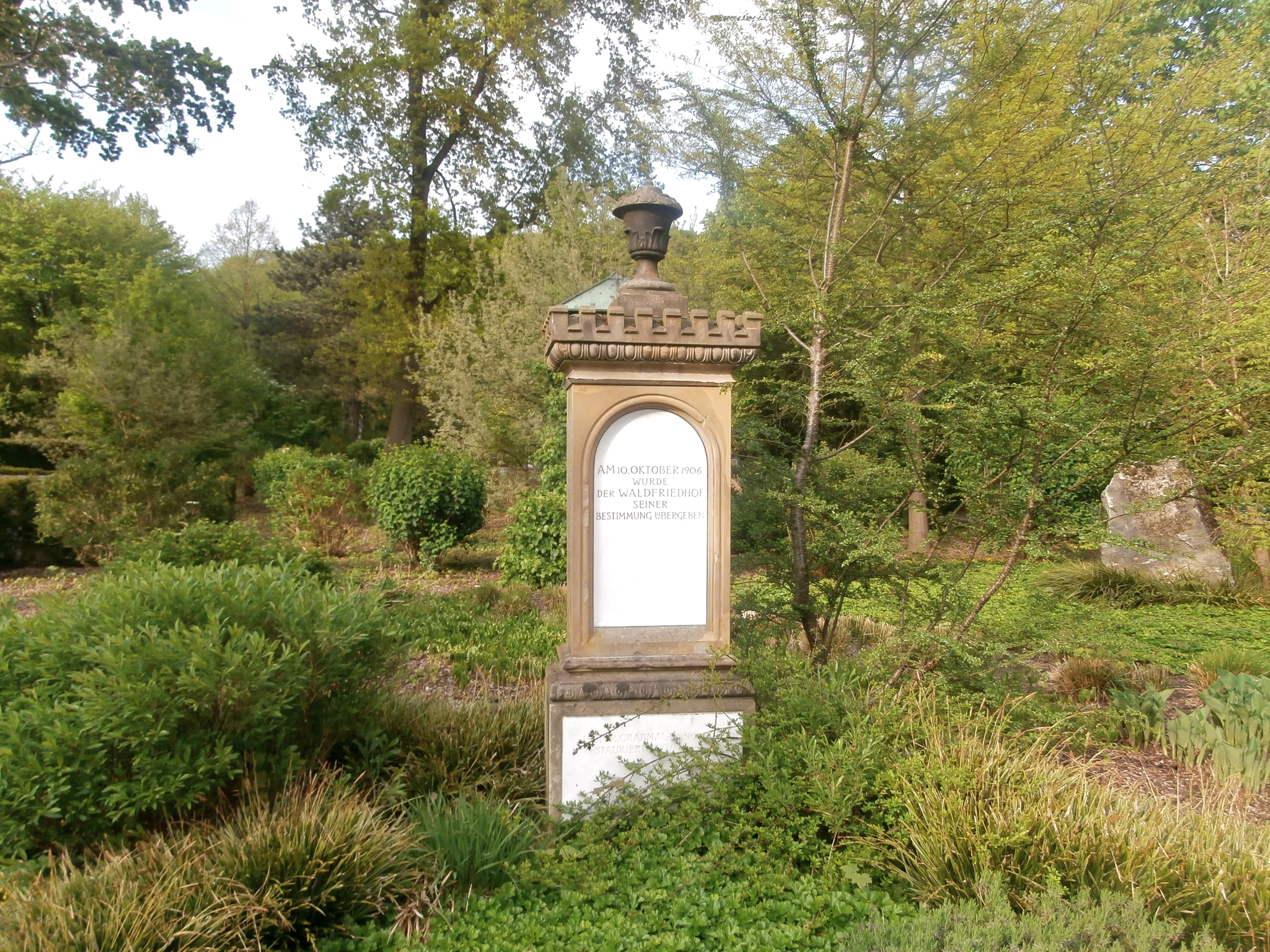
Eingangsbereich

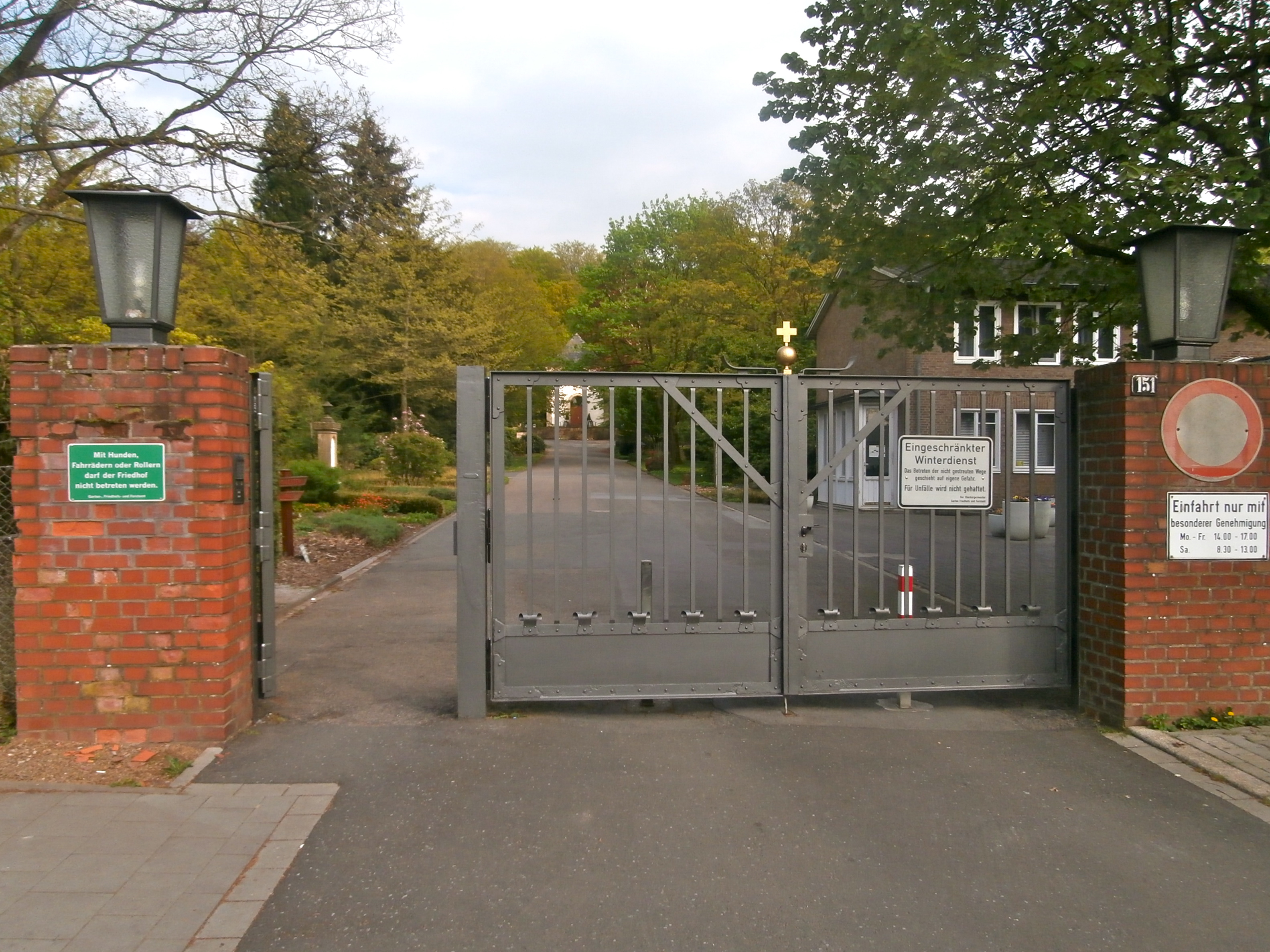
Haupteingang

Der Waldfriedhof Gerresheim liegt an der Quadenhofstraße, im Osten des Düsseldorfer Stadtteils Gerresheim, eingebettet in das Waldgebiet, das sich zwischen Gerresheim und der Stadt Erkrath im Kreis Mettmann befindet. Er umfasst heute 33 Hektar und ist über 100 Jahre alt.
Insgesamt fanden seit Eröffnung etwa 60.000 Beerdigungen auf dem Gerresheimer Friedhof statt. Es gibt etwa 20.000 Grabstätten, von denen derzeit etwa 18.000 belegt sind.

## Geschichte

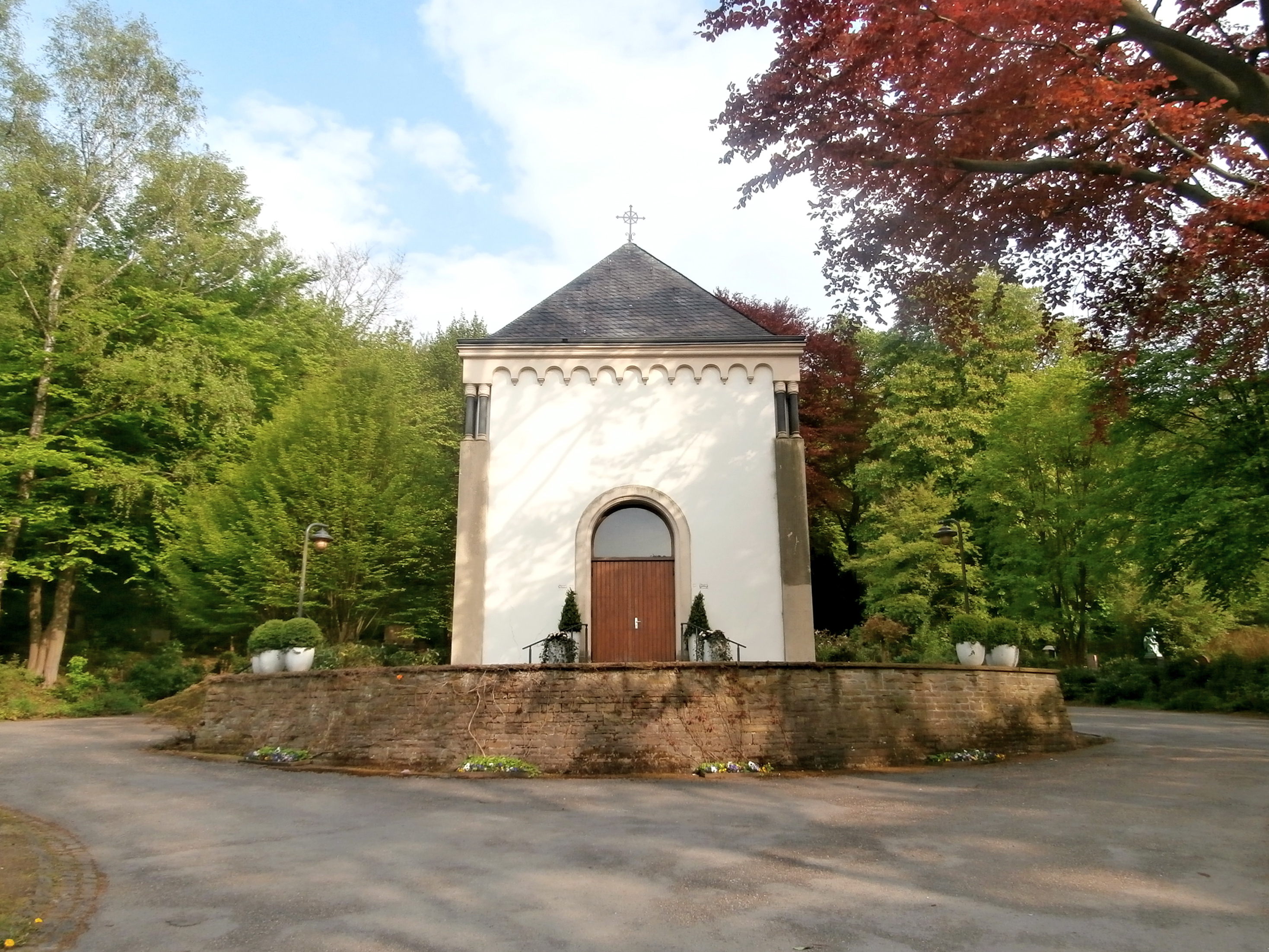
Untere Kapelle (Vorderansicht)

Der alte, innerhalb der ehemals selbständigen Gemeinde Gerresheim an der heutigen Dreherstraße gelegene Friedhof reichte einige Jahrzehnte nach der Wachstumsphase des Stadtteils in der zweiten Hälfte des 19. Jahrhunderts von seiner Kapazität her nicht mehr aus und wurde daher geschlossen. Eine Erweiterung des alten Friedhofs war aufgrund der Begräbnisordnung, die Neuanlagen und Erweiterungen von Friedhöfen in bewohntem Gebiet untersagte, nicht möglich. Die Gemeinde Gerresheim erwarb daher das Grundstück am Taubenberg für 22.980 Reichsmark.
Der Waldfriedhof wurde am 10. Oktober 1906 eröffnet. Bereits am 13. Oktober 1906 fand die erste Beerdigung dort statt.
Eine zweite Kapelle befindet sich im oberen Teil des Friedhofs.

## Besondere Gebäude und Anlagen

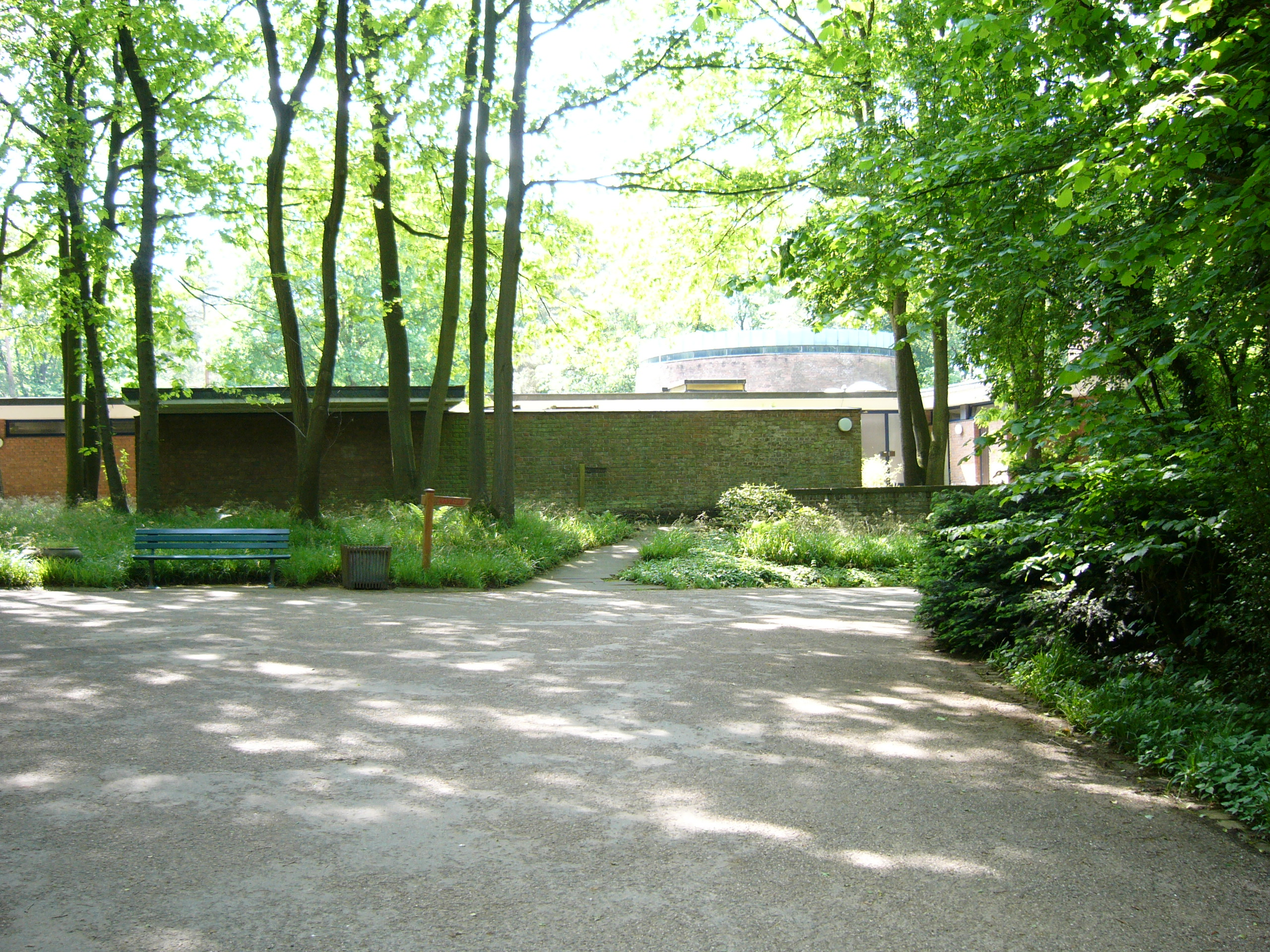
Obere Kapelle

### Ehrenfelder und Kriegerdenkmal
Für die Opfer des Zweiten Weltkrieges sind zwei besondere Ehrenfelder eingerichtet:
- Ein Ehrenfeld für die einheimischen Kriegsopfer mit einem Kriegerdenkmal für die in den Weltkriegen gefallenen Gerresheimer Bürger
- Ein weiteres Ehrenfeld für die russischen Kriegstoten.

### Obere Kapelle
Die Obere Kapelle wurde im Jahre 1966 nach den Plänen des Architekten Hans Junghanns gestaltet. Ihre Architektur ist zweckmäßig, folgt aber nicht dem damals verbreiteten Trend des Brutalismus, sondern nur der Idee der Schlichtheit. Das Innere wurde nach akustischen Gesichtspunkten optimiert.

### Ehrengrabstätten
Einige bedeutende Gerresheimer Persönlichkeiten haben im Waldfriedhof Ehrengrabstätten:
- der Widerstandskämpfer Theodor Andresen
- der Gerresheimer Bürgermeister Otto Bender
- der Gründer der Kieferklinik Christian Bruhn
- der Schriftsteller Anton Fahne
- der Widerstandskämpfer und Düsseldorfer Ehrenbürger Aloys Odenthal mit der Grabinschrift: „Es lebe die Freiheit! Und wenn sie uns überlebt, können wir ruhig sterben“ (Zitat Johann Wolfgang von Goethes)

## Besondere Bestattungsfelder

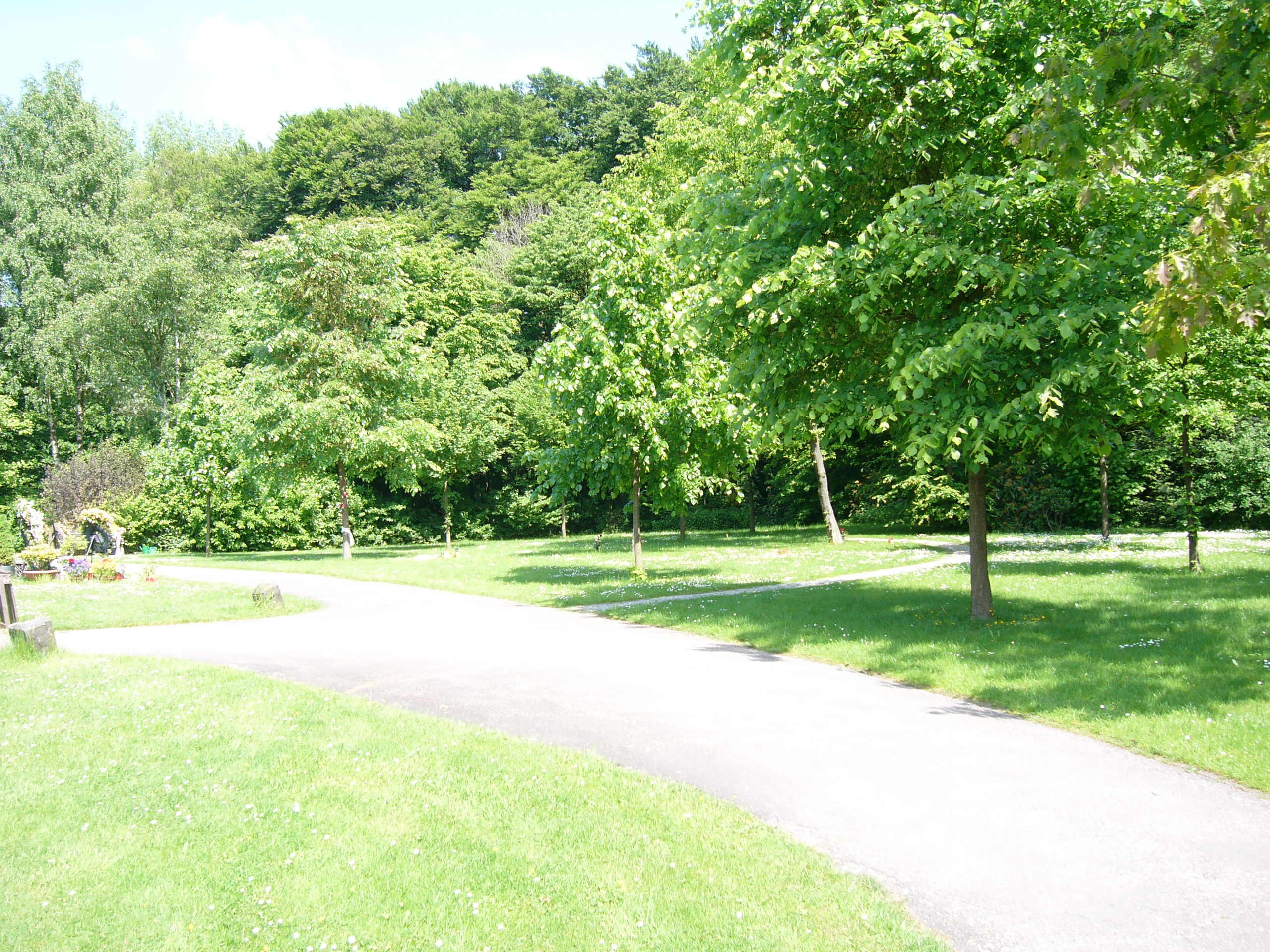
Waldfeld

Der Gerresheimer Waldfriedhof hat zwei besondere Bestattungsmöglichkeiten:
- im Baumfeld
- im Waldfeld

### Baumfeld
Dort werden Urnen an den Wurzeln von einzelnen Bäumen, die auf einer Rasenfläche stehen, beigesetzt. Anstelle von Grabsteinen markieren die Bäume die Grabstelle, die Namen und Daten der Verstorbenen können in die Granitsteine des Weges, der um das Baumfeld führt, eingemeißelt werden. An einem Baum gibt es mehrere Gräber, die als Reihengrab oder Familiengrab genutzt werden.

### Waldfeld
Im Waldfeld erfolgt eine Aschebeisetzung ohne Urne im Waldboden. Die Grabstätten werden nicht gekennzeichnet.
Die Aschebeisetzung ohne Urne ist – bei vorliegender eigenhändiger Willenserklärung des Verstorbenen – in dem Waldfeld möglich. An einer von den Hinterbliebenen ausgewählten Stelle in einem natürlichen, aber gut begehbaren Waldabschnitt des Friedhofs, wird die Asche im Waldboden beigesetzt. Bei dieser Bestattungsform wird das Grab nicht gekennzeichnet.

## Jüdischer Friedhof

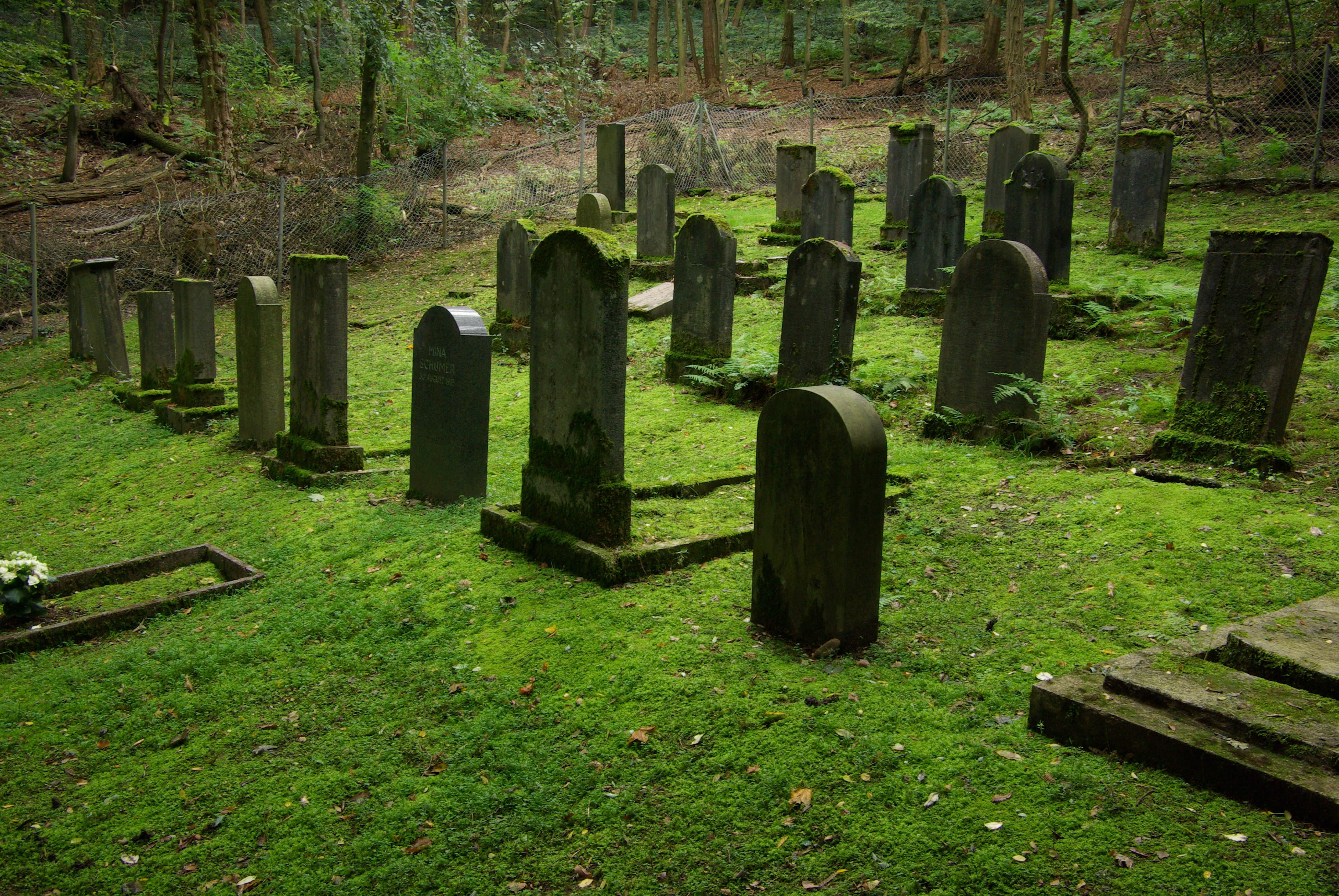
Jüdischer Friedhof

Direkt neben dem Gerresheimer Waldfriedhof befindet sich ein alter jüdischer Friedhof, auf dem zwischen 1925 und 1938 ca. 50 Verstorbene begraben wurden.

Benrath |
Düsseldorf (neu) |
Gerresheim |
Kaiserswerth

## Öffentlicher Personennahverkehr
Die Bushaltestelle befindet sich am unteren Eingang des Friedhofs, eine Bahn ermöglicht aber das Erreichen des höheren Friedhofsteils ohne den mühsamen Aufstieg.
Er ist mit öffentlichen Verkehrsmitteln zu erreichen
- Mit der Buslinie 724 – Haltestelle Waldfriedhof
- oder der U-Bahn-Linie U73, bzw. der Buslinie 737 – Haltestelle Schönaustraße, von dort aus sind es noch 15 Minuten Fußweg